# Paisio Velichkovsky

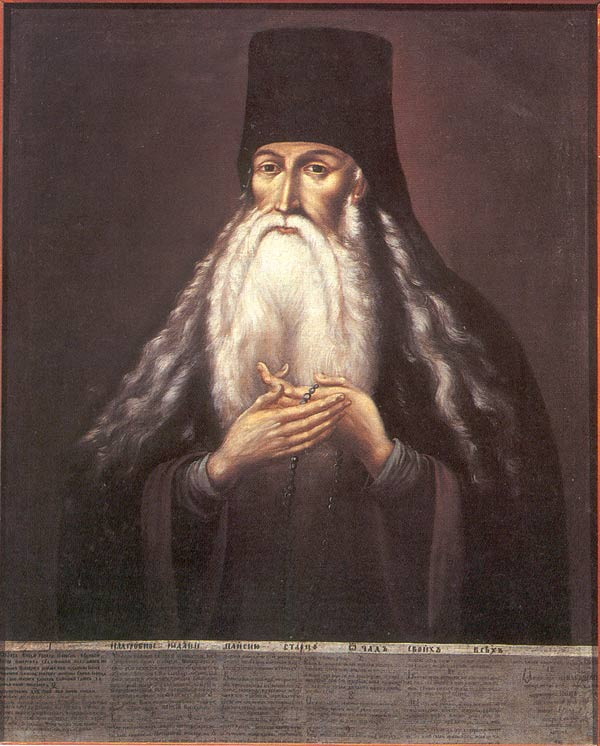
San Paisio

Paisio (Paisy) Velichkovsky o Wieliczkowski (en rumano Paisie de la Neamţ; en ruso Паисий Величковский; en ucraniano Паїсій Величковський; 20 de diciembre de 1722-15 de noviembre de 1794) fue un monje y teólogo ortodoxo oriental que ayudó a difundir el concepto de stárets en el mundo eslavo. Paisio es una figura esencial en la historia de la Iglesia Ortodoxa.

## Vida
Nacido en Ucrania, Pyotr Velichkovsky nació el 21 de diciembre de 1722 en Poltava, donde su padre, Ivan, era sacerdote en la catedral. Fue el penúltimo de doce hijos. Su abuelo fue el poeta Ivan Velichkovsky.
En 1735, Velichkovsky fue enviado a estudiar a la Academia Teológica de Kiev. En 1741, se convirtió en monje rasóforo (rango que sigue al de novicio en el monasticismo ortodoxo), asumiendo el nombre de «Platón». Sin embargo, su monasterio fue clausurado al poco tiempo, debido a las tensiones políticas de la época, y entonces entró en el monasterio de Pechersky Lavra en Kiev. Una vez allí, fue influenciado por el monje Ignatii, quien le habló del fervor hesicastico que había encontrado en monasterios rumanos. Durante la Cuaresma de 1743, Platón decidió viajar a los skete (ambientes monásticos) de Dălhăuţi, Trăisteni y Carnul Sketes. Las dos primeras comunidades moldavas eran dirigidas espiritualmente por Basilio de Poiana Mărului, quien se habría de convertir en una importante influencia formativa en la vida espiritual de Platón, enseñándole sobre la llamada Oración del Corazón. El tercer skete estaba ubicado en Valaquia. Todos ellos siguieron las observancias hesicastas athonitas.
En 1746, a la edad de veinticuatro años, y para perfeccionar su experiencia monástica, se mudó al Monte Athos, donde llegó al monasterio de Pantocrátor, y se le asignó a vivir en su pequeño skete de Kiparis. Pasó los siguientes cuatro años en vida solitaria y oración, viviendo en extrema pobreza. En 1750, Velichkovsky recibió la visita de su antiguo stárets, Basilio de Poiana Mărului, quien llegó a la Montaña Sagrada y lo tonsuró como un monje de esquema menor, con el nombre de Paisius o Paisio. Siguiendo el consejo de Basilio, decidió alejarse de la estricta vida solitaria y se convirtió en un renombrado líder de un skete hesicastico, conformado por discípulos rumanos y eslavos. En 1758, Paisio fue ordenado como sacerdote por el obispo Gregorio Rasca, y el rápido crecimiento de la comunidad les obligó a mudarse al skete de San Elías, que es más grande.
Paisio creía que la vida espiritual debía basarse en el estudio de los textos ascéticos patrísticos. Así pues, empezó a recopilar y copiar minuciosamente los escritos de los antiguos Santos Padres usándolos como guía en la vida espiritual. Sus enseñanzas atrajeron a varios discípulos que deseaban su guía en la práctica de la oración incesante. Paisio escribió epístolas teológicas a sus discípulos y tradujo al eslavo eclesiástico un gran número de escritos teológicos griegos, entre ellos la Filocalia. San Paisio permaneció en el Monte Athos durante un total de diecisiete años, copiando libros patrísticos griegos y traduciéndolos al eslavo.
En 1764, cuando Paisio tenía cuarenta y dos años, el príncipe Grigore III Ghica de Moldavia le pidió que fuera a su país para presidir el renacimiento de la vida monástica. Velichkovsky y 64 de sus discípulos se trasladaron a Moldavia, al monasterio de Dragomirna, en Bucovina. Allí Paisio continuó sus actividades de transcripción y traducción de fuentes patrísticas. Uno de sus discípulos, el monje Rafael, también tradujo al rumano una selección de textos de la Filocalia. La comunidad de Dragomirna creció rápidamente, reuniendo alrededor de 350 monjes. Con todo, una vez que Bucovina fue anexada por el Imperio austríaco, Paisio y su comunidad eventualmente se trasladaron al Monasterio de Neamţ, en 1779, durante la vigilia de la Fiesta de la Dormición. La nueva comunidad llegó a 700 monjes, y se convirtió prontamente en un centro de peregrinación, pero también de movimiento de refugiados. Fue allí donde completó la traducción al eslavo de la Filocalia, que se imprimió en Rusia en 1793. En 1790, San Paisio recibió el Gran Esquema y fue elevado al rango de archimandrita por el obispo Ambrosio de Poltava (quien visitó su monasterio). En consecuencia también actuaba ahora como el vicario del Metropolitano de Moldavia.
Sus esfuerzos contribuyeron a una renovación dinámica de la vida monástica hesicástica en la ortodoxia del siglo XVIII y hasta la época actual. Muchos de sus propios discípulos (varios de los cuales se convirtieron en maestros espirituales por derecho propio), expandieron sus enseñanzas y su misión a Rusia, donde fundaron nuevos monasterios dedicados a las tradiciones hesicastas. Velichkovsky ejerció una enorme influencia en los startsy del Monasterio de Óptina tanto a través de sus traducciones como a través de sus discípulos personales, como Fiódor Ushakov. La traducción de Paisio de laFilocalia fue uno de los libros favoritos de Serafín de Sarov, quien recibió la bendición para ir a Sarov a aprender la devoción espiritual del discípulo de Paisio, Dosifei de Kiev. San Paisio murió el 15 de noviembre de 1794 a la edad de setenta y dos años.

## La oración de Jesús
Uno de los libros más famosos sobre la Oración de Jesús es El peregrino ruso,  que narra la historia de las experiencias espirituales de un peregrino no identificado que deambula de un lugar a otro por Ucrania y Rusia en el siglo XIX, rezando la Oración de Jesús muchas veces. El profesor de la Academia Teológica de Moscú, Aleksey Pentkovsky, identificó a este peregrino desconocido como Arseny Troyepolsky, un sacerdote-monje ucraniano que se desplazaba por varios monasterios ucranianos y luego rusos. En este libro, y en varios otros, ninguno de los cuales lleva el nombre del autor, Arseny escribe extensamente sobre San Paisio Velichkovsky y los santos ucranianos.

## Veneración
San Paisio es venerado por su santidad personal y su renacimiento del monasticismo y la espiritualidad en Rumania y Rusia, que habían sufrido las reformas de Pedro I y Catalina II. Paisio revivió la antigua enseñanza de la Oración de Jesús, una enseñanza casi olvidada en Rusia.
El Centro Espiritual y Cultural en la Iglesia de la Dormición en Poltava lleva el nombre de San Paisio.
En la inauguración de este Centro el 27 de noviembre de 2008, el Patriarca de Kiev y de toda Rusia-Ucrania declaró: «La importancia de la vida de Velichkovsky radica no solo en que oró por nosotros pecadores, sino también que nos mostró el camino que cada cristiano debería seguir». El patriarca Filaret afirmó que la «Doctrina de Paisio Velichkovsky es importante porque mostró el camino a la vida eterna y dio un ejemplo de cómo vivir en la Tierra. Esto no significa que todas las personas deban ir a un monasterio, pero sí significa que todos deben pensar en el bien, la santidad y la pureza de corazón».
En honor a la memoria del santo nativo de Poltava, la Eparquía de Poltava de la Iglesia Ortodoxa Ucrainiana  – Patriarcado de Kiev ha establecido un premio que se otorga a quienes contribuyan a la reactivación de la vida espiritual en Poltava, trabajando activamente en el sector público, la ciencia, arte y la cultura.
La iglesia ortodoxa de San Paisio Velichkovsky en Livorno, Italia, lleva su nombre.
La Iglesia ortodoxa rumana en Liverpool, Reino Unido, está igualmente dedicada a San Paisio de Neamt.